# Eupithecia viminata
Eupithecia viminata är en fjärilsart som beskrevs av Doubleday 1858. Eupithecia viminata ingår i släktet Eupithecia och familjen mätare. Inga underarter finns listade i Catalogue of Life.